# Sistema Unificado de Classificação de Solos
| Código | Descrição               |
| ------ | ----------------------- |
| G      | Cascalho ou Seixo       |
| S      | Areia                   |
| M      | Silte                   |
| C      | Argila                  |
| O      | Solo Orgânico           |
| W      | Bem Graduado            |
| P      | Mal Graduado            |
| H      | Alta Compressibilidade  |
| L      | Baixa Compressibilidade |
| Pt     | Turfas                  |

O Sistema Unificado de classificação de solos foi criado pelo engenheiro Arthur Casagrande para aplicação em obras de aeroportos, contudo seu emprego foi generalizado sendo muito utilizado atualmente pelos engenheiros geotécnicos, principalmente em barragens de terra.
No sistema unificado os tipos de solos são representados pelo conjunto de duas letras conforme tabela ao lado. A primeira letra indica o tipo principal e a segunda a descrição complementar. Por exemplo, CL corresponde a uma argila de baixa compressibilidade.
Em linhas gerais, os solos são classificados, neste sistema, em três grandes grupos:
a)	Solos grossos : aqueles cujo diâmetro da maioria absoluta dos grãos é maior que 0,074mm (mais que 50% em peso, dos seus grãos, são retidos na peneira n. 200);
Pedregulhos – areias – solos pedregulhosos ou arenosos com pouca quantidade de finos (silte e argila).
b)	Solos finos : aqueles cujo diâmetro da maioria absoluta dos grãos é menor que 0,074mm;
Siltes - argilas
c)	Turfas : solos altamente orgânicos, geralmente fibrilares e extremamente compressíveis.